# Muntanya Panchet
Panchet és una muntanya de Jharkhand a la part oriental de l'estat a mig camí entre Raghunathpur i la unió dels rius Barakar i Damodar. Ocupa una llargada de 5 km i forma una zona rodona de muntanyes amb un cim a uns 500 metres. Hi ha un fort amb les ruïnes de diversos temples i tancs d'aigua. El fort fou la residència del raja de Panchet.